# 3دي ريالمز
3دي ريالمز (بالإنجليزية: 3D Realms Entertainment, Inc.)‏ ، هي شركة تطوير لألعاب الفيديو الأمريكية ، أسست سنة 1987م ويقع مقرها في مدينة غارلاند بولاية تكساس الأمريكية، أنتجت عدة ألعاب فيديو وأشهرها لعبة دوك نوكيم ، كما تميزت الشركة المطورة لإصدار عدة الألعاب لأنظمة التشغيل المختلفة ومنها نينتندو 64 وبلاي ستيشن 3 ومايكروسوفت ويندوز وغيرها.